# Núi Hampton
Núi Hampton là một ngọn núi lửa hình khiên có miệng núi lửa hình tròn chứa đầy băng. Nó là một ngọn núi lửa đôi với Đỉnh Whitney nằm về phía tây bắc, nó phun trào phonolit. Ngọn núi này là ngọn núi cực bắc của dãy núi lửa nằm trên Dãy núi Executive Committee ở Marie Byrd Land, Nam Cực và đã bắt đầu hoạt động từ kỷ Miocen. Có nhiều bằng chứng về hoạt động phun hơi nước gần đây.

## Địa lý và địa chất

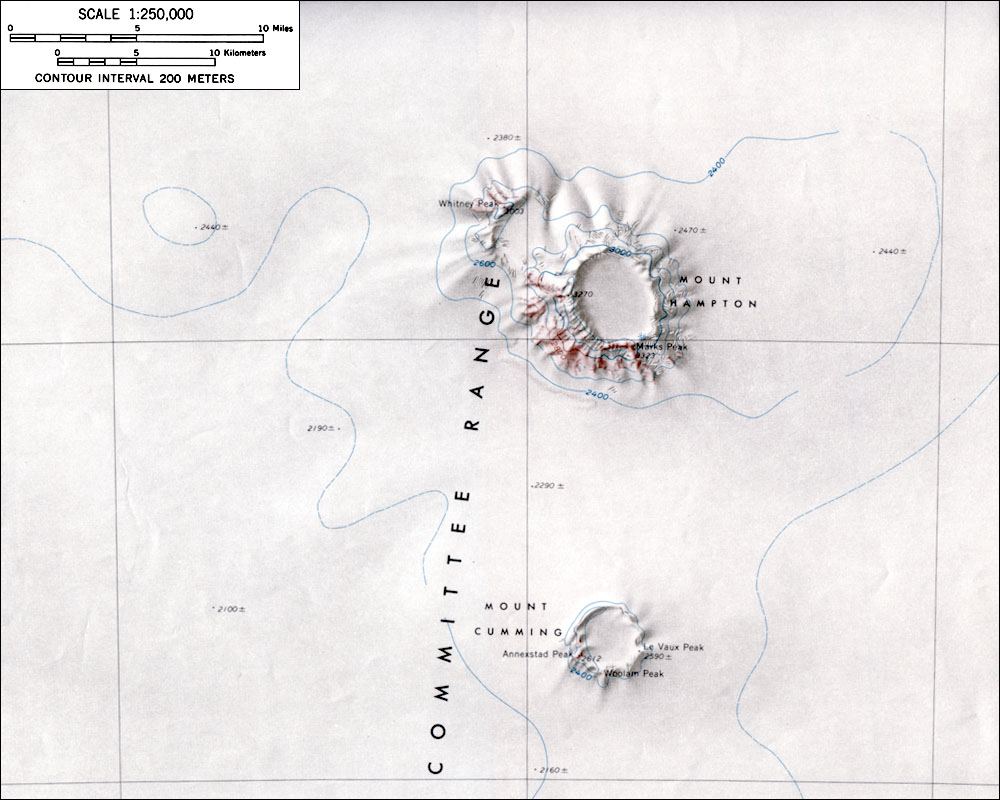
Bản đồ địa hình Mount Hampton (tỷ lệ 1: 250.000) từ USGS Mount Hampton

Núi Hampton là ngọn núi lửa nằm ở cực bắc của Dãy Executive Committee ở Marie Byrd Land, Nam Cực. Nó là ngọn núi lửa có hình khiên đối xứng không bị che khuất với vẻ ngoài "ấn tượng" và miệng núi lửa rộng 5 kilômét (3,1 mi) được phủ băng. Giống như các ngọn núi lửa khác trong Dãy Executive Committee, nó là một ngọn núi lửa đôi với Đỉnh Whitney nằm về hướng tây bắc cao 3.003 mét (9.852 ft) và Đỉnh Marks nằm về hướng đông nam cao 3.323 mét (10.902 ft), là đỉnh chính của Núi Hampton. Đỉnh phía tây bắc nối liền với miệng núi lửa riêng, một phần bị cắt bởi miệng núi đôi Hampton ở sườn đông nam và bị lấp đầy bởi dòng dung nham từ Hampton. Trung tâm của hai hõm chảo cách nhau khoảng 8 kilômét (5,0 mi). Dựa vào các mỏm đá, có vẻ như phần lớn núi lửa được hình thành bởi dòng đá chảy nhưng các bom núi lửa và bọt đá chảy xuất hiện tại phần nón phụ.
Núi có độ cao khoảng 1 kilômét (0,62 mi) phía trên bề mặt của Dải băng Tây Nam Cực nơi tập trung hầu hết các núi đôi, và các rặng núi băng tích được tìm thấy ở chân của nó bên trên tảng băng. Do điều kiện khí hậu, băng vĩnh viễn trên đỉnh núi khó có thể tồn tại trong thời gian dài; hiện tượng xói mòn diễn ra theo từng đợt với lúc mạnh nhất xảy ra trong các gian băng và không có bằng chứng về sự hình thành đài vòng. Địa y đã được tìm thấy trên núi.

### Thành phần
Núi lửa được hình thành bởi đá phonolit phun trào, nhưng các lỗ nón phụ cũng đã phun trào basanit và Đỉnh Whitney cũng phun trào trachyte và benmoreite. Đá núi lửa có chứa augit và fenspat; thêm nữa, các xenoliths lherzolite chứa spinel cũng được tìm thấy. Nói chung, mỗi ngọn núi lửa thuộc Dãy Executive Committee đều có thành phần riêng biệt.

## Lịch sử phun trào
Núi Hampton là một trong những ngọn núi lửa lâu đời nhất ở Nam Cực, và đã hoạt động từ Kỷ Holocen. Mặc dù vậy, nó ít bị xói mòn hơn so với một số ngọn núi lửa trẻ hơn trong khu vực; Tuổi của các núi lửa ở vùng Marie Byrd Land không tương quan với tình trạng xói mòn của chúng. Đỉnh Whitney có thể là ngọn núi cũ của núi đôi này và chính do hoạt động núi lửa sau đó đã làm di chuyển Núi Hampton. Nhìn chung, núi lửa trong Dãy Executive Committee di chuyển dần về phía nam theo thời gian với tốc độ trung bình 0,7 xentimét trên năm (0,28 in/năm), mặc dù núi Hampton và núi Cumming láng giềng phía nam của nó đã cùng lúc hoạt động cách đây 10 triệu năm.
Lần phun trào parasit cuối cùng diễn ra cách nay khoảng 11,4 triệu năm và niên đại được xác định từ việc đo phóng xạ có tuổi trẻ nhất là 8,3 triệu năm. Cũng như các ngọn núi lửa khác ở vùng Marie Byrd Land, hoạt động phun trào parasit tại núi Hampton xảy ra sau một thời gian dài núi không hoạt động. Tuy nhiên, xung quanh vành miệng núi lửa có các tháp băng tuyết phủ không hoạt động cao 10–20 mét (33–66 ft), cho thấy ngọn núi đang hoạt động địa nhiệt và có thể đã phun trào trong Kỷ Holocen. Hoạt động địa chấn được ghi nhận tại núi lửa có thể là do quá trình kiến tạo núi lửa hoặc do chuyển động của băng.